# تشارلي دريك
تشارلي دريك (بالإنجليزية: Charlie Drake)‏ هو مغني وكاتب وممثل بريطاني (وحمل سابقاً جنسية المملكة المتحدة لبريطانيا العظمى وأيرلندا)، ولد في 19 يونيو 1925 في المملكة المتحدة، وتوفي بنفس المكان في 23 ديسمبر 2006 بسبب سكتة.

## وصلات خارجية
- تشارلي دريك على موقع IMDb (الإنجليزية)
- تشارلي دريك على موقع ميوزك برينز (الإنجليزية)
- تشارلي دريك على موقع أول موفي (الإنجليزية)
- تشارلي دريك على موقع إن إن دي بي (الإنجليزية)
- تشارلي دريك على موقع ديسكوغز (الإنجليزية)
- تشارلي دريك على موقع قاعدة بيانات الفيلم (الإنجليزية)